# Анастасио (кардинал)
Анастасио (Anastasio, также известный как Atanasio, Athanasius) — католический церковный деятель XII века. Возведён в ранг кардинала-священника церкви Сан-Клементе на консистории 1095 года. В 1114 году был папским легатом в Беневенто. По его просьбе в мае 1115 года Лев Остийский написал историю церкви Сан-Клименте (Translatio S. Clementis). Участвовал в выборах папы Геласия II (1118) и Гонория II (1124).